# Neptis celebica
Neptis celebica är en fjärilsart som beskrevs av Moore 1899. Neptis celebica ingår i släktet Neptis och familjen praktfjärilar. IUCN kategoriserar arten globalt som livskraftig. Inga underarter finns listade i Catalogue of Life.